# Velký Šenov
Velký Šenov (deutsch Groß Schönau) ist eine Stadt im Okres Děčín in Tschechien.

## Geographie

### Geographische Lage
Die Stadt liegt in Nordböhmen in 357 m ü. M. im Böhmischen Niederland an der Einmündung des Šenovský potok in den Vilémovský potok (Sebnitz) im Tal beider Bäche, sechs km westlich von Šluknov (Schluckenau). Die Katasterfläche beträgt 1892 ha.
Östlich erhebt sich der 543 m hohe Partyzánský vrch (Botzen), dessen Gipfel durch einen Steinbruch zu großen Teilen abgetragen wurde und im Südosten der Hrazený (Pirsken, 610 m).

### Gemeindegliederung
Velký Šenov besteht aus den Ortsteilen Janovka (Johannesberg), Knížecí (Fürstenwalde), Leopoldka (Leopoldsruh), Malý Šenov (Klein Schönau), Staré Hraběcí (Alt Grafenwalde) und Velký Šenov (Groß Schönau). Grundsiedlungseinheiten sind Janovka, Knížecí, Malý Šenov, Staré Hraběcí und Velký Šenov.
Das Gemeindegebiet gliedert sich in die Katastralbezirke Knížecí, Staré Hraběcí und Velký Šenov.

### Nachbargemeinden
Seine Nachbarorte sind Vilémov (Wölmsdorf) im Westen, Lipová (Hainspach) im Nordwesten, das sächsische Sohland im Norden, Šluknov (Schluckenau) im Osten, Staré Křečany (Alt-Ehrenberg) im Südosten sowie Mikulášovice (Nixdorf) im Süden und Westen.

### Geologie
Geologisch-naturräumlich liegt Velký Šenov im Böhmischen Niederland, auch Schluckenauer Zipfel genannt, dem südlichen Teil des Lausitzer Berglandes.

## Geschichte

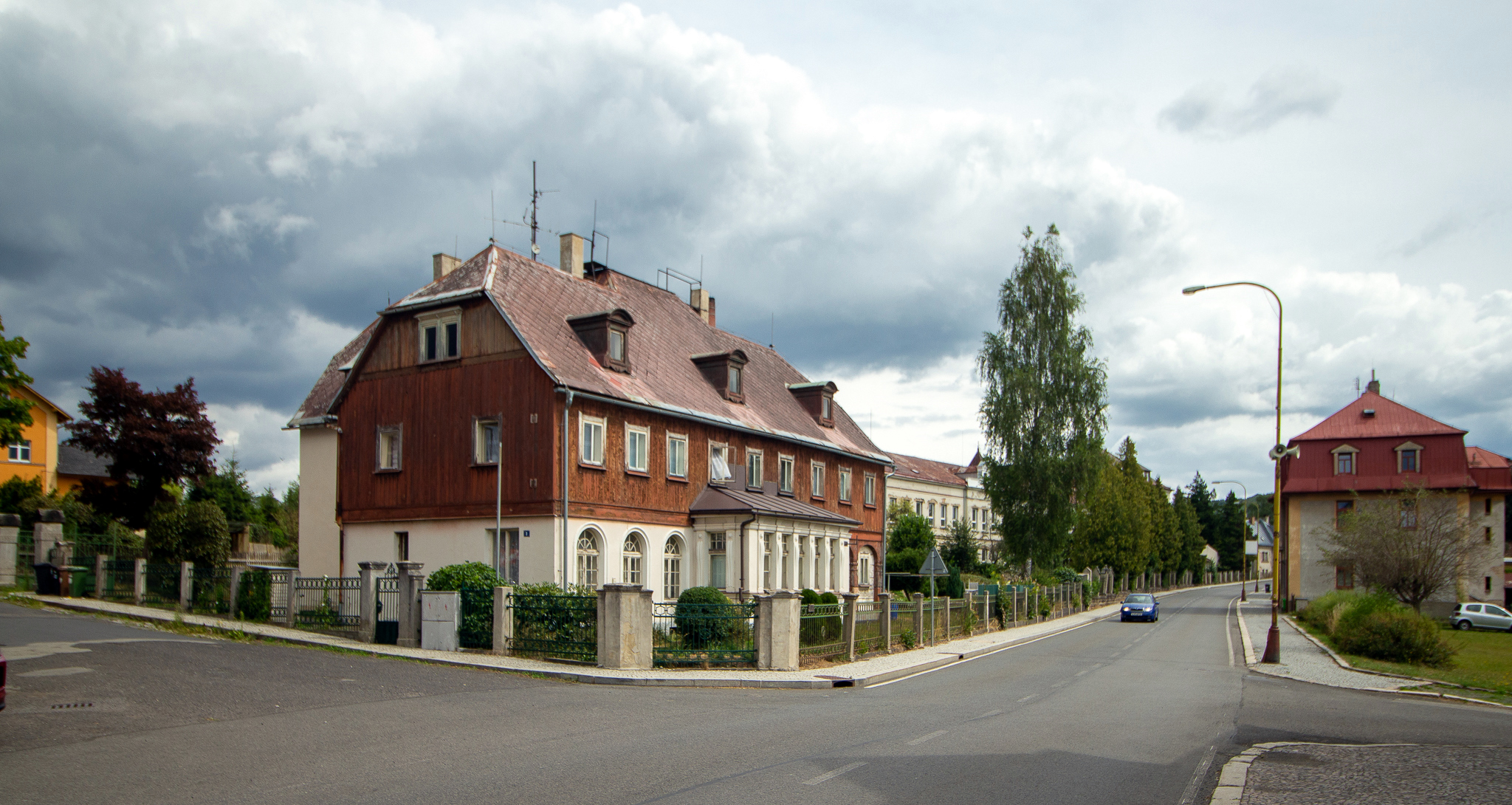
Straßenzug in Stadtmitte

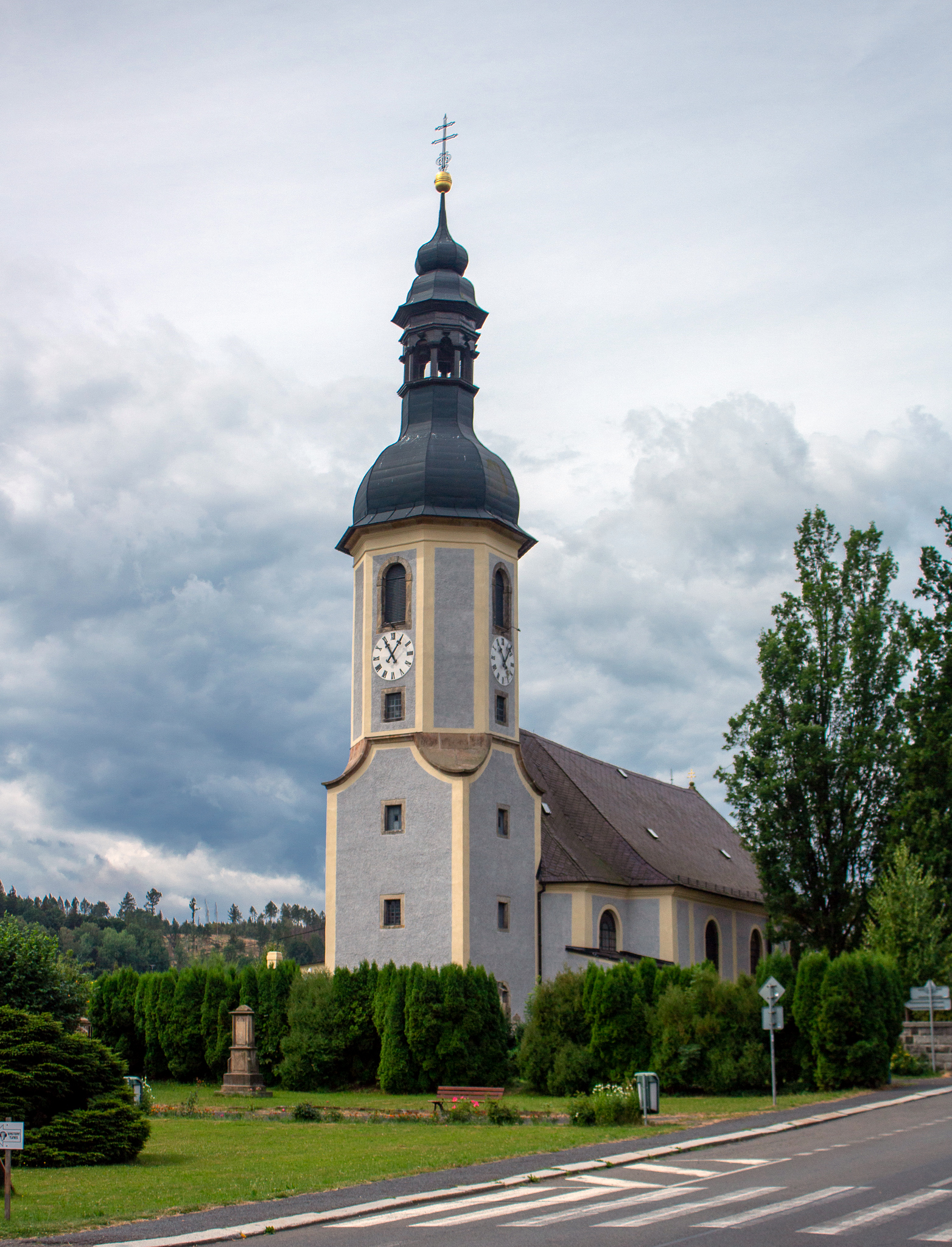
Bartholomäuskirche

Der Ort entstand im 12. Jahrhundert während der deutschen Kolonisation; vgl.: Deutsche Ostsiedlung.
Der Meierhof Schönau war seit 1404 im Besitz der Herrschaft Hainspach (Lipová u Šluknova). 1551 hielt die Reformation Einzug. 1621 setzte die Gegenreformation ein und 1690 war Schönau wieder römisch-katholisch.
Die Bewohner lebten ursprünglich vom Ackerbau und der Flachsspinnerei. Seit dem 18. Jahrhundert hielt die Textilindustrie Einzug und im 19. Jahrhundert die Metallverarbeitung. Es entstand eine Stahlwarenfabrik und 1884 wurde in Schönau die erste galvanische Fabrik in Österreich-Ungarn von den Industriellen Julius Josef Hille (1860–1946) und Franz Joseph Müller (1853–1917) errichtet. Am 4. Oktober 1907 wurde Schönau durch Kaiser Franz Joseph I. zur Stadt erhoben und erhielt den Namen Groß Schönau. Eine Abteilung vom Gebirgsverein für das nördlichste Böhmen bemühte sich um die weitere Entwicklung des Tourismus in Groß Schönau und Umgebung.
Nach dem Ersten Weltkrieg wurde Groß Schönau der neu geschaffenen Tschechoslowakei zugeschlagen. Aufgrund des Münchner Abkommens gehörte Groß Schönau von 1938 bis 1945 zum Landkreis Schluckenau, Regierungsbezirk Aussig, im deutschen Reichsgau Sudetenland.
Die deutsche Bevölkerung wurde nach 1945 während der Vertreibung der Deutschen aus der Tschechoslowakei zum Verlassen der Stadt gezwungen.
Heute sind in der Stadt Posamentenherstellung, eine Kunstblumenfabrik, die Kunstdruckerei Severografia sowie ein Fischkonservenfabrik ansässig. Größtes Unternehmen am Ort ist das Bandstahl- und Galvanisationsunternehmen Železárny Velký Šenov s.r.o., das aus der seit 1884 bestehenden Firma Hille & Müller Kaltwalzwerk und Galvanik hervorgegangen ist.

### Einwohnerentwicklung
Bis 1945 war Groß Schönau überwiegend von Deutschböhmen besiedelt, die vertrieben wurden.
| Jahr | Einwohner | Anmerkungen                            |
| ---- | --------- | -------------------------------------- |
| 1830 | 2142      | in 332 Häusern                         |
| 1900 | 3096      | (als Gemeinde 4304) deutsche Einwohner |
| 1921 | 4178      | davon 4072 (97 %) Deutsche             |
| 1930 | 3378      | davon 77 (2 %) Tschechen               |
| 1939 | 4459      | [ 10 ]                                 |

| Jahr      | 1970  | 1980  | 1991  | 2001  | 2003  |
| --------- | ----- | ----- | ----- | ----- | ----- |
| Einwohner | 2 462 | 2 338 | 1 943 | 2 014 | 1 978 |

## Kultur und Sehenswürdigkeiten
- Kirche St. Bartolomäus, erbaut im 16. Jahrhundert und um 1750 barock umgestaltet
- Kriegerdenkmal für die im Ersten Weltkrieg gefallenen Söhne der Stadt mit einer von dem österreichischen Bildhauer Ferdinand Opitz (1885–1960) geschaffenen Skulptur

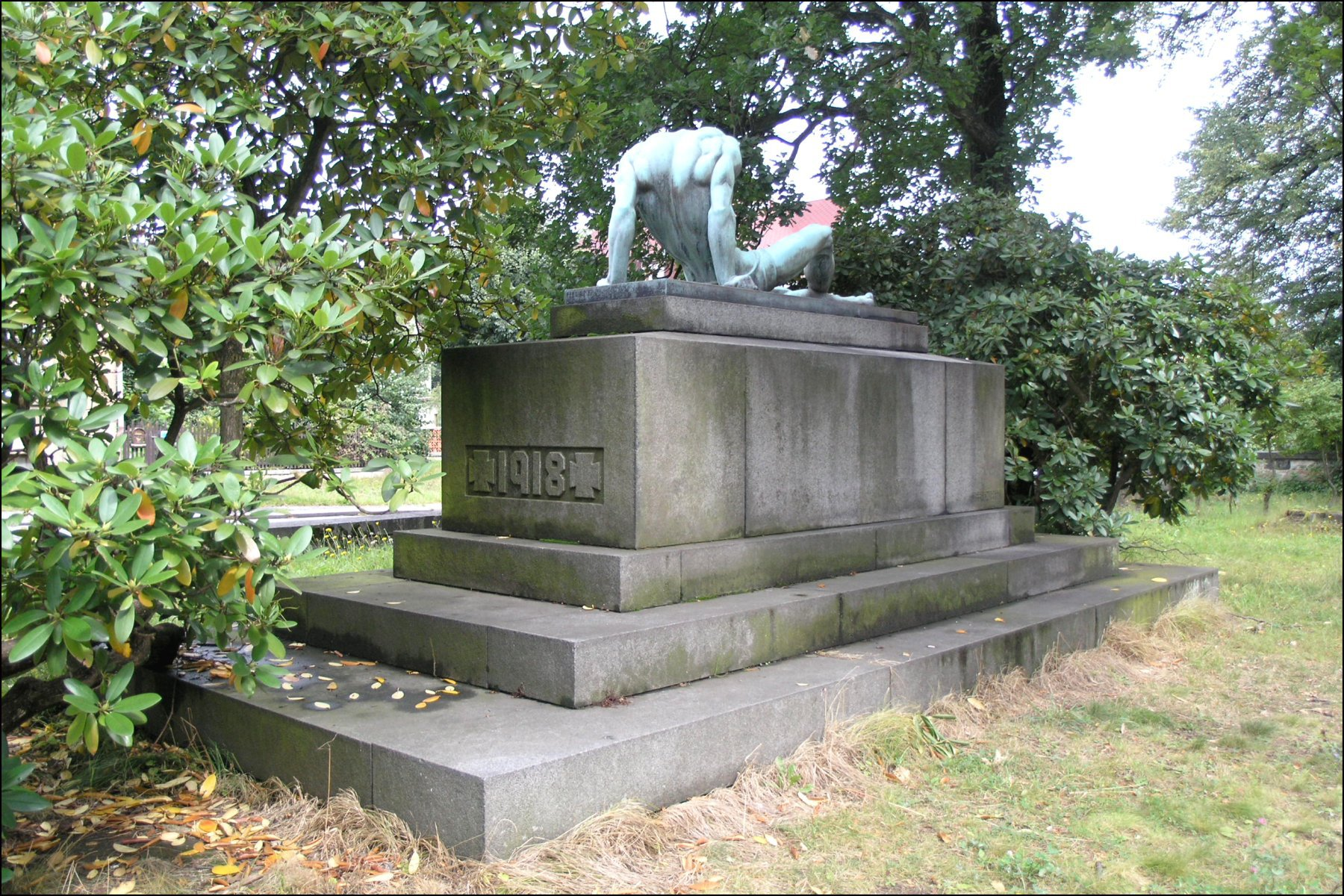
Kriegerdenkmal von Groß Schönau mit der Eingravierung „1918“ und einer von Ferdinand Opitz (1885–1960) geschaffenen Skulptur
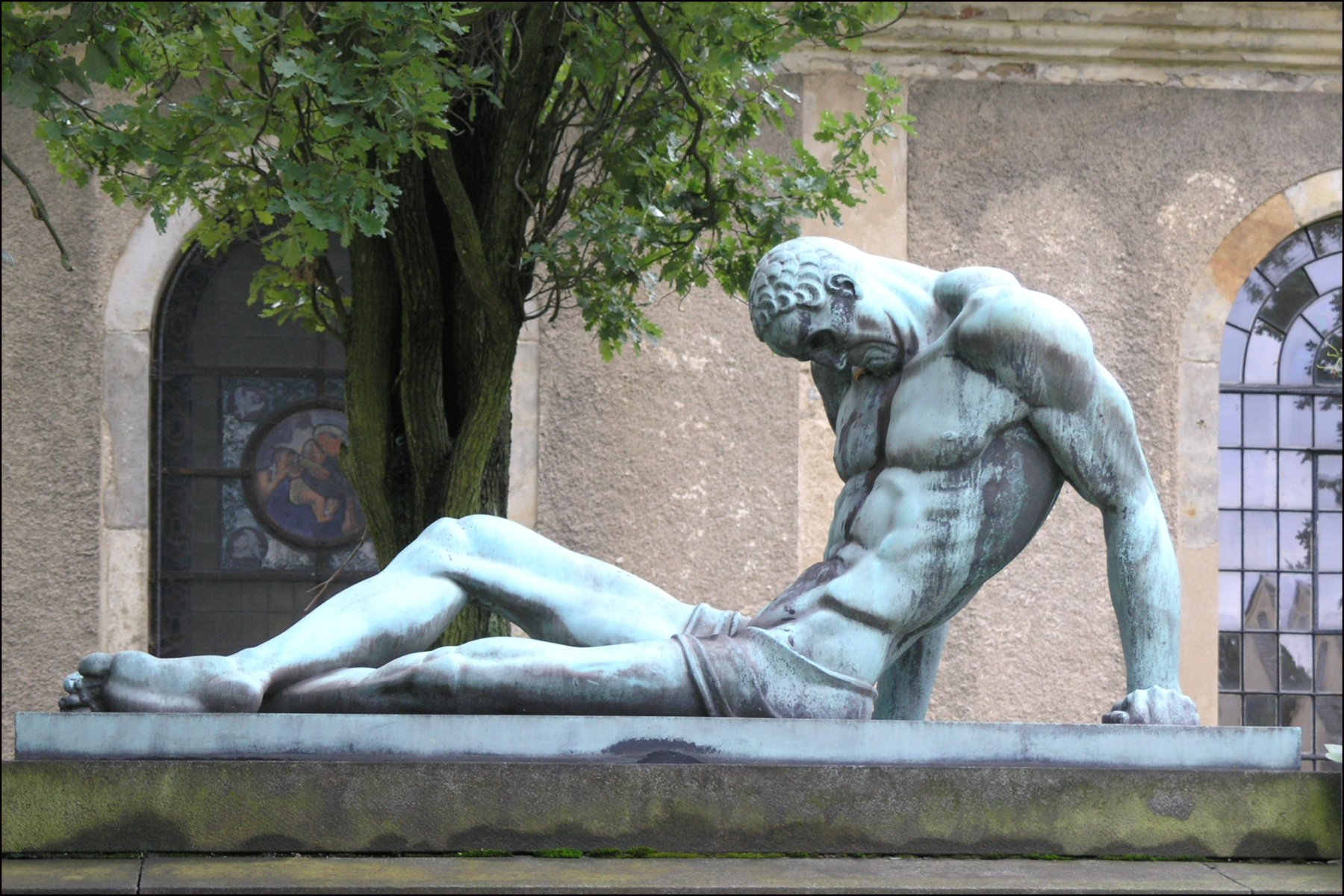
Vom österreichischen Bildhauer Ferdinand Opitz geschaffene Bronze-Skulptur auf dem Kriegerdenkmal von Groß Schönau

## Verkehr
Velký Šenov besitzt einen Bahnhof an der Bahnstrecke Rumburk–Sebnitz.

## Persönlichkeiten

### Söhne und Töchter der Stadt
- Hille, Bandwaren-Industrielle in Groß-Schönau.[12]
- Bildhauerfamilie Riedl (?)
- Augustin Bartholomäus Hille (1786–1865), Bischof von Leitmeritz, Theologe und Professor
- Ambros Opitz (1846–1907), Theologe und Politiker
- Johann Hille (1852–1925), Arzt, Vorsitzender des Gebirgsvereins für das nördlichste Böhmen
- Franz Joseph Müller (Industrieller) (1853–1917)[13], gelernter Schlosser, Mechaniker (Werkstätten der Universität Zürich), Werkmeister (Löbau/Sachsen), errichtete einen Gewerbebetrieb zur Galvanisierung von Zinkblechen in Groß-Schönau. Mit Julius Josef Hille (1860–1946) Gründer der Nickelblechfabrik Hille und Müller in Groß-Schönau mit Filialen 1895 in Porschdorf/Sachsen und 1905 in Düsseldorf (dort heute: Hille & Müller GmbH). Zahlreiche seiner Erfindungen wurden in Österreich und Deutschland patentiert. Er gilt als der Begründer der Nickelblechindustrie in Österreich-Ungarn
- Julius Josef Hille (1860–1946), Bandstahl-Industrieller, zunächst in der Knopffabrikation des Vaters Johann Hille (1811–1906) in Groß-Schönau tätig, 1885 mit Franz Josef Müller (1853–1917) Gründer der Nickelblechfabrik Hille und Müller ebd., mit Zweigwerken in Sachsen und Düsseldorf
- Rudolph Otto (1887–1962), Maler
- Erhard Marschner (1909–1992), Ingenieur, Kaufmann, Genealoge, Mitarbeiter des Biographischen Lexikon zur Geschichte der böhmischen Länder. Hrsg.: Collegium Carolinum (Institut) München, hinterließ genealogische Aufzeichnungen seiner Vorfahren. (Archiv Sudetendeutsches Haus), ebd.
- Hermann Strobach (1925–2018), Germanist und Erforscher des Volksmusikgutes

### In der Stadt wirkten und lebten
- Franz Pettrich (* 1770; † 1844), Bildhauer
- Friedrich August Ferdinand Pettrich (* 1798), Bildhauer
- Ferdinand Opitz (* 1885 Prag; † 1960 Wien)[14], Bildhauer
- Carl Robert Stein (1852–1932), Unternehmer
- Anton Grohmann (* 18. März 1887 in Janovka/Johannesberg; † 15. Januar 1944 in Praskowitz), römisch-katholischer Geistlicher und Märtyrer